# Digão
Digão (* 14. Oktober 1985 in Brasília; bürgerlich Rodrigo Izecson dos Santos Leite) ist ein ehemaliger brasilianischer Fußballspieler. 

## Karriere
Digão begann seine Karriere beim FC São Paulo, wo auch schon sein älterer Bruder, Kaká, das Fußballspielen erlernte. Im Sommer 2004 wechselte er für 500.000 Euro zum AC Mailand, wo er im ersten Jahr in der Jugendmannschaft spielte und wo nach einem Jahr an Rimini Calcio ausgeliehen wurde. Im Sommer 2007 kehre er nach Mailand zurück, jedoch konnte er sich in dem mit vielen Spitzenspielern bestückten Team nicht durchsetzen und bestritt nur ein Spiel. 
Deshalb wechselte Digão im Sommer 2008 auf Leihbasis nach Lüttich, wo er sich mehr Spielpraxis erhoffte, die er aufgrund eines Kreuzbandrisses jedoch nicht bekommen konnte. In den folgenden Spielzeiten wurde er an US Lecce, FC Crotone und FC Penafiel verliehen, wo er sich jedoch auch nicht durchsetzen konnte. Nach seiner Rückkehr im Sommer 2011 lief sein Vertrag beim AC Mailand aus. 
Nach knapp einem Jahr ohne Verein, wurde Digão im September 2012 vom US-amerikanischen Erstligisten New York Red Bulls verpflichtet. Sein Debüt gab Digão am 9. November 2012, als er im Spiel gegen D.C. United in der 89. Minute eingewechselt wurde. Am 19. Juli 2013 löste er dort seinen Vertrag auf und kurze Zeit später gab er sein Karriereende bekannt.

## Trivia
Da Digão als kleines Kind den Vornamen seines Bruders nicht richtig aussprechen konnte, nannte er ihn Kaká. Diesen Namen trägt sein Bruder heute noch als Künstlernamen.